# Lestes bipupillatus
Lestes bipupillatus är en trollsländeart som beskrevs av Philip Powell Calvert 1909. Lestes bipupillatus ingår i släktet Lestes och familjen glansflicksländor. Inga underarter finns listade i Catalogue of Life.